# Melchow
Melchow település Németországban, azon belül Brandenburgban. Lakosainak száma 1084 fő (2023. december 31.). Melchow Sydower Fließ és Breydin községekkel határos.

## Népesség
A település népességének változása:
| Lakosok száma | 928  | 950  | 975  | 1009 | 1056 | 1084 |
|               | 2014 | 2017 | 2019 | 2021 | 2022 | 2023 |